# 湯馬斯·佛里曼
湯馬斯·洛倫·佛里曼（Thomas Loren Friedman，1953年7月20日—）是一位猶太裔美國新聞記者、民主黨人、專欄以及書籍作家，並是普利茲新聞獎的三屆獲獎者。
佛里曼出生於明尼蘇達州明尼亞波利斯的市郊，自高中時即開始編輯校刊。1975年從布蘭迪斯大學畢業，主修地中海地區事務。接著他接受馬歇爾獎學金的資助，東行往英國牛津大學聖安東尼學院學習中東政治，並取得碩士學位。其中阿拉伯裔的教授影響了佛里曼終生的觀點。
弗里德曼目前擔任《紐約時報》的專欄作家。他的專欄主要關切國際關係，在週三與週五刊出。佛里曼以提倡以巴和平、阿拉伯世界現代化與全球化而受到矚目，偶而會提及這些議題背後潛藏的危機。他的書從中立、新自由主義的觀點提出國際政治的不同面向。

## 观点

#### 中东问题
在伊斯兰国（ISIS）问题上，弗里德曼认为美国不应该过度介入。 他引用了乔治·弗里德曼的文章中提到的说法，“维持动态的势力均衡符合美国的利益，但均势原理并不意味着必须直接介入维持均衡。”

#### 以巴问题
弗里德曼反对以色列總理内塔尼亚胡的“一国方案”，認為内塔尼亚胡所支持的一国方案最终將使美國在以色列问题上达成的基本共识产生裂痕，并使伊朗从中获益。

#### 歐洲局勢
歐洲局勢方面，佛里曼認為北約東擴是愚蠢的，讓俄國民眾有巨大的恥辱感，從而讓普京獲得了支持。

## 代表作
他的著作是以全球化聞名的，比較著名的有：
- 從貝魯特到耶路撒冷
- 凌志汽車與橄欖樹（台譯「了解全球化」）
- 經度與態度
- 世界是平的
- 經度與緯度
- 911後世界的探索
- 世界又熱又平又擠
- 謝謝你遲到了

## 外部連結
- 個人官網